# Raymond Ausloos
Raymond Ausloos (Bruges, 12 maggio 1928 – 1º dicembre 2012) è stato un calciatore belga, di ruolo portiere.